# Magdalena Stużyńska
Magdalena Stużyńska-Brauer (ur. 25 marca 1974 w Giżycku) – polska aktorka, prezenterka telewizyjna i artystka kabaretowa.

## Życiorys
Ukończyła VIII Liceum Ogólnokształcące im. Władysława IV w Warszawie.
Jako młoda dziewczyna należała do ogniska teatralnego przy Teatrze Ochoty. W wieku 15 lat wystąpiła w spektaklu teatralnym Eksperyment w reżyserii Haliny Machulskiej. Rok później zadebiutowała na dużym ekranie w filmie Brama do raju w reżyserii Ryszarda Mocha. Zagrała tam narkomankę. Popularność przyniosła jej rola Marcysi w serialu Złotopolscy. Od 1999 roku występuje w warszawskim Teatrze Kwadrat.
W 1997 roku ukończyła studia na Wydziale Wiedzy o Teatrze Akademii Teatralnej im. Aleksandra Zelwerowicza w Warszawie.
Na antenie TVP2 współprowadziła program „Pytanie na śniadanie”.
W czerwcu 2012 dołączyła do Kabaretu Moralnego Niepokoju. Tego samego roku rozpoczęła pracę na planie nowego serialu telewizji Polsat Przyjaciółki, w którym wciela się w rolę Anki Strzeleckiej. Za tę rolę otrzymała nominację do nagrody Telekamery 2013 w kategorii Aktorka. Grała również w serialach Na dobre i na złe (1999–2000), Hotel 52 (2010–2013) i Rodzinka.pl (2013, 2015-2020).
W kwietniu 2017 zakończyła działalność w Kabarecie Moralnego Niepokoju.

## Życie prywatne
Jest żoną biznesmena, Łukasza Brauera. 17 maja 2005 urodziła syna, Brunona. W kwietniu 2011 urodziła drugiego syna, Gustawa.

## Filmografia
- 1992: Pierścionek z orłem w koronie jako sanitariuszka
- 1994: Miejsce zbrodni jako Maria (odc. 298)
- 1994: Jest jak jest jako autostopowiczka (odc. 17)
- 1994: Tatort jako Marysia (odc. 298)
- 1994–1995: Fitness Club jako Weronika, córka Agaty
- 1995: Sukces jako Genowefa (odc. 9)
- 1995: Sortez des rangs
- 1995: Pokuszenie jako zakonnica
- 1996: Słodko gorzki jako Mariolka
- 1996–2000: Dom jako Danusia, żona Heńka
- 1997: Pokój 107 jako Ula
- 1998–2009: Złotopolscy jako Marcysia Biernacka-Złotopolska
- 1999–2000: Na dobre i na złe jako siostra Magda Szymczak
- 1999: Gwiazdka w Złotopolicach jako Marcysia Biernacka
- 2001: Blok.pl jako Iza
- 2003: Siedem przystanków na drodze do raju jako czarownica
- 2005–2006: Niania jako Anka Maria Walczak-Wiśniewska (odc. 19, 45)
- 2005–2008: Daleko od noszy jako terapeutka w szpitalu (odc. 76, 81 i 82); Dorota (odc. 142)
- 2006–2008: Hela w opałach jako matka Krzysia (odc. 6, 21 i 53)
- 2007: Kryminalni jako Daria Brzozek (odc. 80)
- 2008: Karolcia jako mama
- 2008: Drzazgi jako Hanka
- 2009: Grzeszni i bogaci jako Marjon Karter, Rejczel Karter
- 2010: Usta usta jako Monika
- 2010: Duch w dom jako Stefa, żona Kazimierza
- 2010–2013: Hotel 52 jako pokojówka Jola
- od 2012: Przyjaciółki jako Anna Strzelecka
- 2013–2020, od 2025: Rodzinka.pl jako Viola
- 2016: Bodo jako Trudi (odc. 3)
- 2016: Ojciec Mateusz jako Wiesława Pokrzyk, partnerka Lucjana (odc. 225)
- 2019–2020: W rytmie serca  jako Justyna Kmiecik
- 2020: Radio, kamera, akcja! jako sprzątaczka Frania (odc. 2)
- 2022: Domek na szczęście jako Kaśka

### Polski dubbing
- 2001: Bambi jako Felinka
- 2003–2006: Blanka jako Kinia
- 2004: Król lew 3: Hakuna matata jako Nala
- 2007–2008: Wyspa totalnej porażki jako Sadie
- 2008: Horton słyszy Ktosia jako żona burmistrza
- 2009–2010: Plan Totalnej Porażki jako Sadie
- 2013: Zambezia jako marabut
- 2014: Rio 2 jako Gabi